# Barkal
Les muntanyes Barkal són una serralada muntanyosa als anomenats Chittagong Hill Tracts, a Bangladesh.
El pic principal és el Barkal Tang (22° 45′ N, 92° 22′ E / 22.750°N,92.367°E) de 582 metres. La zona està coberta per densa jungla i l'ascensió és complicada encara que hi arriben fàcilment els animals.